# Kareda
Kareda war eine Landgemeinde im estnischen Kreis Järva mit einer Fläche von 91,6 km². Sie hatte im Jahre 2010 803 Einwohner. Seit 2017 gehört sie zur Gemeinde Järva.
Neben dem Hauptort Kareda (69 Einwohner) gehörten zur Gemeinde die Dörfer Esna, Müüsleri, Köisi, Öötla und Vodja.
Karede wurde erstmals 1212 im Liber Census Daniae urkundlich erwähnt. Besonders sehenswert ist das Gutshaus von Esna. Das Haupthaus wurde 1821, die Seitenflügel 1880 errichtet. Der Park ist im englischen Stil gehalten.